# 그림자 없는 여인
그림자 없는 여인(독일어: Die Frau ohne Schatten)은 리하르트 슈트라우스가 작곡하고, 휴고 폰 호프만스탈이 대본을 작성한 3막의 독일어 오페라이다. 1919년 10월 10일 빈의 빈 국립 오페라에서 초연되었다.

## 등장인물
|                                                                           |                                  | 초연, 1919년 10월 10일 (Franz Schalk) |
| ------------------------------------------------------------------------- | -------------------------------- | ------------------------------------- |
| 황제                                                                      | 테너                             | Karl Aagaard Oestvig                  |
| 황후, 케이코바트의 딸                                                     | 드라마틱 하이 소프라노           | Maria Jeritza                         |
| 유모, 그녀의 경비원                                                       | 드라마틱 메조소프라노            | Lucie Weidt                           |
| 바라크, 염색장이                                                          | 베이스-바리톤                    | Richard Mayr                          |
| 바라크의 아내                                                             | 하이 드라마틱 소프라노           | Lotte Lehmann                         |
| 외눈이, 바라크의 형제                                                     | 하이 베이스                      |                                       |
| 외팔이, 바라크의 형제                                                     | 베이스                           |                                       |
| 꼽추, 바라크의 형제                                                       | 하이 테너                        |                                       |
| 정령 사자                                                                 | 하이 바리톤                      |                                       |
| 공작새의 목소리                                                           | 소프라노                         |                                       |
| 젊은이의 유령                                                             | 하이 테너                        |                                       |
| 가계의 경비병                                                             | 소프라노, 또는 카운터테너        |                                       |
| 위로부터의 목소리                                                         | 콘트랄토                         |                                       |
| 도시 아이들의 목소리                                                      | 3명의 소프라노, \|3명의 바리톤들 |                                       |
| 3명의 야간경비병                                                          | 바리톤들                         |                                       |
| 황후의 하인들, 다른 아이들과 거지 아이들, 정령의 하인들과 정령의 목소리들 |                                  |                                       |

## 악기편성
플루트4 (3, 4번은 피콜로 겸함), 오보에4 (4번은 잉글리시 호른 겸함), 클라리넷5 (4, 5번은 베이스 클라리넷 겸함), 바순4, (4번은 콘트라바순 겸함), 호른8 (5, 8번은 바그너 튜바 겸함), 트럼펫4, 트롬본4, 튜바, 팀파니2, 큰북, 작은북, 탬버린, 심벌즈, 탐탐, 루테, 실로폰, 교회종, 트라이앵글, 캐스터네츠, 글로켄슈필, 유리하모니카, 윈드머신, 선더시트, 첼레스타, 오르간, 하프2, 현5부 (16, 16, 12, 12, 10)
- 무대 뒤 별도: 플루트2, 오보에, 클라리넷2, 바순, 호른, 트럼펫6, 트롬본6, 탐탐4

## 줄거리

### 1막
- 1장: 황제의 정원
- 2장: 염색장이의 집

### 2막
- 1장: 염색장이의 집
- 2장: 나무 안 황제의 공작새의 집
- 3장: 염색장이의 집
- 4장: 공작새의 집안 황제의 침실
- 5장: 염색장이의 집

### 3막
- 1장:
- 2장: 암석의 테라스
- 3장: 아름다운 자연풍경